# Tommy Robredo
Tommy Robredo Garcés (Hostalric, Španjolska, 1. svibnja 1982.) umirovljeni je španjolski tenisač. Profesionalni tenisač postao je 1998. a trener mu je bio Jose Clavet koji je uz njega trenirao i Àlexa Corretju te Fernanda Verdasca.
Najbolji rezultat na ATP ljestvici ostvario je u kolovozu 2006. kada je bio peti tenisač svijeta nakon osvajanja Hamburg Mastersa. Najdraža podloga mu je zemlja.

## Teniska karijera
Robredo je tenis počeo trenirati u dobi od pet godina kada se cijela obitelj preselila u grad Olot gdje je njegov otac Ángel postao direktor lokalnog teniskog kluba Club Natació Olot. Trenirao ga je vlastiti otac sve do 1996. godine kada se pridružio poznatom teniskom centru Centre d'Alt Rendiment kojeg vodi španjolski teniski savez. Nakon dvije godine treniranja ondje, Tommy Robredo je postao profesionalni tenisač.
Na juniorskoj razini, Španjolac je 2000. najprije osvojio Australian Open u igri parova zajedno s francuskim predstavnikom Nicolasom Mahutom da bi potom uslijedio i trijumf na Roland Garrosu zajedno sa sunarodnjakom Marcom Lópezom.
Već sljedeće godine tenisač je izborio prvo ATP finale u Casablanci u kojem je izgubio od Guillerma Cañasa da bi već nakon mjesec dana osvojio svoj prvi ATP turnir u Sopotu. 2002. je zajedno s Arantxom Sánchez Vicario osvojio Hopmanov kup, tada drugi u španjolskoj teniskoj povijesti.
2. svibnja 2004., svega dan nakon vlastitog 22. rođendana, Robredo je na svojem terenu u Barceloni osvojio svoj drugi ATP naslov. U finalnom maratonu koji je trajao četiri sata te se igrao u pet setova, pobijedio je Gastóna Gaudija sa 6:3, 4:6, 6:2, 3:6 i 6:3. Iste godine stigao je do četvrtog kola US Opena u singlu dok je u igri parova zajedno s Rafaelom Nadalom igrao u polufinalu turnira. To mu je ujedno i najveći doseg u parovima na Grand Slamu. Također, sa španjolskom Davis Cup reprezentacijom je postao prvak Davis Cupa iako je izgubio i u singlu i u igri parova.
Osvajanje Hamburg Mastersa krajem svibnja 2006. doprinijelo je Robredu za plasman na peto mjesto ATP ljestvice. To mu je ujedno bio i prvi osvojeni turnir iz Masters serije. Nakon toga uslijedilo je i osvajanje Swedish Opena protiv Nikolaja Davidenka s glatkih 6:2 i 6:1. Samim osvajanjem petog mjesta, Robredo se kvalificirao na svoje prvo ATP World Tour Finale. Međutim, ondje je ispao već u skupini.
Sljedeće godine tenisač je stigao do četvrtfinala Australian Opena gdje ga je porazio kasniji pobjednik Roger Federer. Od istog protivnika je izgubio i u četvrtfinalu Roland Garrosa. Te godine je igrao u četiri ATP finala.
Sezonu 2008. Robredo je započeo pobjedom u igri parova s Rafaelom Nadalom na Mastersu u Monte Carlu. Također, nastupio je na svojem trećem ATP finalu u Poljskoj koje je iz Sopota preseljeno u Varšavu. U srpnju je osvojio svoj drugi Swedish Open pobijedivši Čeha Tomáša Berdycha sa 6:4 i 6:1. Te godine ga je španjolski teniski izbornik uvrstio na popis reprezentativaca za Davis Cup. Španjolska je u finalu pobijedila Argentinu u gostima ali Robredo u njemu nije odigrao niti jedan teniski meč.
Prvi osvojeni turnir u 2009. godini bio mu je Brasil Open gdje je pobijedio domaćeg predstavnika Thomaza Belluccija. Već nakon tjedan dana osvojio je drugi turnir i to argentinski Copa Telmex gdje je također pobijedio domaćina Juana Mónaca. Te godine je stigao do svojeg četvrtog četvrtfinala Roland Garrosa gdje ga je zaustavio Del Potro. Također, Robredo je ponovo bio član španjolske Davis Cup reprezentacije. Španjolska je obranila naslov pobjedom protiv Češke s ekspresnih 5:0. Kao i u finalu godinu ranije, Tommy Robredo nije sudjelovao niti u jednom finalnom susretu.
2010. godinu Robredo je započeo osvajanjem svojeg drugog Hopmanovog kupa sa sunarodnjakinjom Maríjom José Martínez Sánchez. U finalu igranom u australskom Perthu, Španjolska je s 2:1 pobijedila Veliku Britaniju i to najprije Robredovom pobjedom u singlu (čime je izjednačen rezultat) te kasnijim trijumfom u igri parova.
Na početku 2011. godine, tenisač je zajedno s Marcelom Granollersom osvojio Heineken Open u novozelanskom Aucklandu a poslije toga i Chile Open u singlu. Tijekom prvih četiri mjeseca 2012., Robredo se nije natjecao. Tenisu se vratio u svibnju kada je osvojio nekoliko challengera u Italiji dok je u srpnju nastupio na svojem prvom godišnjem ATP turniru u Båstadu gdje ga je u četvrtfinalu pobijedio David Ferrer.
28. srpnja 2013. Tommy Robredo je postao pobjednik najstarijeg hrvatskog ATP turnira, umaškog Croatia Opena. Robredo je u finalu uvjerljivo sa 6:0 i 6:3 svladao Talijana Fabija Fogninija. Robredo je izvrsno otvorio finalni dvoboj te je dobio prvi set nakon samo 18 minuta igre. Na početku drugog seta Fognini je krenuo s breakom, ali je Robredo uzvratio s rebreakom. Fognini je još jednom oduzeo servis Robredu, ali se Španjolac ponovno vratio. Kod vodstva od 4:3 Robredo je još jednom oduzeo servis Fogniniju i zatim mirno zaključio meč nakon malo više od sat vremena igre. Veliki pobjednički kristalni pehar predao mu je predsjednik Republike Hrvatske, dr. Ivo Josipović čime je Umag postao Robredov 12. osvojeni turnir u karijeri.
Sljedeće godine Robredo je ponovo stigao do umaškog finala, međutim nije uspio obraniti naslov aktualnog prvaka. Iznenađenje je priredio urugvajski kvalifikant Pablo Cuevas koji ga je pobijedio sa 6:3, 6:4 u sat i pol igre. To mu je bio drugi osvojeni turnir u samo dvadesetak dana. Robredo je napravio previše neprisiljenih pogreški, čak 36, što je bio ključ Španjolčevog poraza.
Do kraja kalendarske godine, Robredo je nastupio i u finalima Shenzhena i Valencije, međutim u oba igrana na betonskoj podlozi, izgubio je od britanskog predstavnika Andyja Murrayja.

## Privatni život
Robredu je ime Tommy dao otac Ángel po istoimenom albumu engleske rock grupe The Who čiji je veliki fan. Otac i sin su zajedno u lipnju 2007. upoznali članove benda na londonskom Wembleyju.
Tijekom djetinjstva, teniski idol bio mu je Stefan Edberg a uzore je pronalazio i u Johnu McEnroeu, Peteu Samprasu, Andreu Agassiju te mnogim španjolskim tenisačima. Jednom je izjavio da mu je Arantxa Sánchez Vicario s kojom je 2002. osvojio Hopmanov kup, najbolja tenisačica.
U jednom razdoblju karijere, navijači su mu dali nadimak Disco Tommy zbog duge valovite frizure koju je nosio tijekom 2006. Nakon što je Robredo svojeg trenera počeo nazivati Predsjednik Palmer (prema akcijskoj seriji 24), trener mu je uzvratio s nadimkom Jack Bauer. Zbog toga su fanovi nadimak Disco Tommy promijenili u Disco Jack.
2007. godine Tommy Robredo je imao povećanu medijsku eksponiranost. Tako je u srpnju pozirao gol za britansko izdanje Cosmopolitana a sniman je i za španjolska izdanja Men's Healtha, Marie Claire i Peoplea.
Tenisačevu odjeću sponzorira kineski proizvođač sportske opreme ERKE a obuću japanski Asics. Od ostalih sponzora tu su još Dunlop (reketi), TW Steel (satovi), Land Rover, Skeyndor, i ostali.

## ATP finala

### Pojedinačno (12:10)
| Ishod   | Datum               | Turnir                  | Podloga         | Protivnik         | Rezultat                 |
| ------- | ------------------- | ----------------------- | --------------- | ----------------- | ------------------------ |
| Poraz   | 15. travnja 2001.   | Casablanca, Maroko      | zemlja          | Guillermo Cañas   | 5:7, 2:6                 |
| Pobjeda | 29. srpnja 2001.    | Sopot, Poljska          | zemlja          | Albert Portas     | 1:6, 7:5, 7:6(7:2)       |
| Poraz   | 20. srpnja 2003.    | Stuttgart, Njemačka     | zemlja          | Guillermo Coria   | 2:6, 2:6, 1:6            |
| Pobjeda | 2. svibnja 2004.    | Barcelona, Španjolska   | zemlja          | Gastón Gaudio     | 6:3, 4:6, 6:2, 3:6, 6:3  |
| Poraz   | 1. svibnja 2005.    | Estoril, Portugal       | zemlja          | Gastón Gaudio     | 1:6, 6:2, 1:6            |
| Poraz   | 30. travnja 2006.   | Barcelona, Španjolska   | zemlja          | Rafael Nadal      | 4:6, 4:6, 0:6            |
| Pobjeda | 21. svibnja 2006.   | Hamburg, Njemačka       | zemlja          | Radek Štěpánek    | 6:1, 6:3, 6:3            |
| Pobjeda | 16. srpnja 2006.    | Båstad, Švedska         | zemlja          | Nikolaj Davidenko | 6:2, 6:1                 |
| Poraz   | 14. siječnja 2007.  | Auckland, Novi Zeland   | beton           | David Ferrer      | 4:6, 2:6                 |
| Pobjeda | 5. kolovoza 2007.   | Sopot, Poljska          | zemlja          | José Acasuso      | 7:5, 6:0                 |
| Poraz   | 16. rujna 2007.     | Peking, Kina            | beton (dvorana) | Fernando González | 1:6, 6:3, 1:6            |
| Pobjeda | 7. listopada 2007.  | Metz, Francuska         | beton (dvorana) | Andy Murray       | 0:6, 6:2, 6:3            |
| Poraz   | 15. lipnja 2008.    | Varšava, Poljska        | zemlja          | Nikolaj Davidenko | 3:6, 3:6                 |
| Pobjeda | 13. srpnja 2008.    | Båstad, Švedska         | zemlja          | Tomáš Berdych     | 6:4, 6:1                 |
| Pobjeda | 14. veljače 2009.   | Costa do Sauípe, Brazil | zemlja          | Thomaz Bellucci   | 6:3, 3:6, 6:4            |
| Pobjeda | 22. veljače 2009.   | Buenos Aires, Argentina | zemlja          | Juan Mónaco       | 7:5, 2:6, 7:6(7:5)       |
| Pobjeda | 6. veljače 2011.    | Santiago, Čile          | zemlja          | Santiago Giraldo  | 6:2, 2:6, 7:6(7:5)       |
| Pobjeda | 14. travnja 2013.   | Casablanca, Maroko      | zemlja          | Kevin Anderson    | 7:6(8:6), 4:6, 6:3       |
| Pobjeda | 28. srpnja 2013.    | Umag, Hrvatska          | zemlja          | Fabio Fognini     | 6:0, 6:3                 |
| Poraz   | 27. srpnja 2014.    | Umag, Hrvatska          | zemlja          | Pablo Cuevas      | 3:6, 4:6                 |
| Poraz   | 27. rujna 2014.     | Shenzhen, Kina          | beton           | Andy Murray       | 7:5, 6:7(9:11), 1:6      |
| Poraz   | 26. listopada 2014. | Valencia, Španjolska    | beton (dvorana) | Andy Murray       | 6:3, 6:7(7:9), 6:7(8:10) |

### Parovi (5:5)
| Ishod   | Datum              | Turnir                  | Podloga         | Partner            | ProtivniCI                       | Rezultat           |
| ------- | ------------------ | ----------------------- | --------------- | ------------------ | -------------------------------- | ------------------ |
| Poraz   | 29. travnja 2001.  | Barcelona, Španjolska   | zemlja          | Fernando Vicente   | Donald Johnson Jared Palmer      | 6:7(2:7), 4:6      |
| Pobjeda | 5. siječnja 2004.  | Chennai, Indija         | beton           | Rafael Nadal       | Jonathan Erlich Andy Ram         | 7:6(7:3), 4:6, 6:3 |
| Poraz   | 1. svibnja 2005.   | Estoril, Portugal       | zemlja          | Juan Ignacio Chela | František Čermák Leoš Friedl     | 3:6, 4:6           |
| Poraz   | 24. srpnja 2005.   | Stuttgart, Njemačka     | zemlja          | Mariano Hood       | José Acasuso Sebastián Prieto    | 6:7(4:7), 3:6      |
| Pobjeda | 27. travnja 2008.  | Monte Carlo, Monaco     | zemlja          | Rafael Nadal       | Mahesh Bhupathi Mark Knowles     | 6:3, 6:3           |
| Pobjeda | 14. veljače 2009.  | Costa do Sauípe, Brazil | zemlja          | Marcel Granollers  | Lucas Arnold Ker Juan Mónaco     | 6:4, 7:5           |
| Poraz   | 8. studenog 2009.  | Valencia, Španjolska    | beton (dvorana) | Marcel Granollers  | František Čermák Michal Mertiňák | 4:6, 3:6           |
| Poraz   | 15. studenog 2009. | Pariz, Francuska        | beton (dvorana) | Marcel Granollers  | Daniel Nestor Nenad Zimonjić     | 3:6, 4:6           |
| Pobjeda | 15. siječnja 2011. | Auckland, Novi Zeland   | beton           | Marcel Granollers  | Johan Brunström Stephen Huss     | 6:4, 7:6(8:6)      |
| Pobjeda | 6. siječnja 2013.  | Brisbane, Australija    | beton           | Marcelo Melo       | Eric Butorac Paul Hanley         | 4:6, 6:1, 10:5     |

## Vanjske poveznice
- Tenisačeva službena web stranica  Arhivirana inačica izvorne stranice od 30. srpnja 2013. (Wayback Machine)
- Profil tenisača na ATP World Tour.com
- Profil tenisača na ITF Tennis.com  Arhivirana inačica izvorne stranice od 30. rujna 2013. (Wayback Machine)